# Nissan (Fluss)
Nissan ist mit einer Länge von etwa 200 km einer der längeren Flüsse in Südschweden.
Der Fluss entspringt einem Hochmoor südlich von Jönköping und hat am Anfang eine nordwestliche Fließrichtung. Danach biegt er nach Südwest ab und durchfließt Småland und Halland, bis er bei Halmstad in das Kattegat mündet. Am Fluss entstanden mehrere Industrieanlagen, die dem Gewässer seine Fließkraft nahmen. Für Angler sind die Lachse und Forellen des Flusses von Bedeutung.
1062 fand hier die Seeschlacht bei der Mündung des Flusses Nissan statt.
Entlang des Nissan zieht sich ein alter Handelsweg, der früher Nissastigen genannt wurde und heute die Bezeichnung Riksväg 26 trägt. Seit 1877 gibt es auch eine Eisenbahnlinie von Halmstad nach Värnamo, die im südlichen Teil dem Fluss folgt.